# Gare de Berlin Julius-Leber-Brücke
La gare de Berlin Julius-Leber-Brücke est une gare ferroviaire allemande. Elle se situe dans le quartier de Schöneberg  à Berlin, sur les voies du tunnel nord-sud de Berlin en dessous et au nord du pont. Elle est en fonction jusqu'en 1944, mais est abandonnée en raison de la destruction de la Seconde Guerre mondiale. Les vestiges de l'ancienne plate-forme sont conservés jusqu'au début des travaux de construction du nouveau bâtiment en novembre 2006. L'arrêt nouvellement créé est desservi par la ligne de S-Bahn S1 depuis son ouverture le 2 mai 2008.

## Histoire
Le Ringbahn de Berlin ouvre en 1871 sur le premier tronçon entre Moabit et la gare de Potsdam, et est fini en 1877. Néanmoins, la plupart des trains ne parcourent pas le ring sur l'itinéraire le plus court, mais continuent à desservir la gare de Potsdam dans le centre-ville.
Le 15 octobre 1881, la gare de Schöneberg ouvre sur cette route avec une plate-forme latérale simple. Peu de temps après, la ligne principale reçoit également des quais latéraux, ce qui confère à la gare une fonction de transfert.
À la fin du XIXe siècle, le trafic passagers dans la gare et sur les deux itinéraires augmente. La gare de la Südringspitzkehre est reconstruite, elle a une plate-forme centrale et un bâtiment d'accueil. Cependant, la construction du Sedanbrücke (au XXe siècle Julius-Leber-Brücke) ne permet pas d'élargir les voies au préalable, de sorte que la plate-forme ne peut être placée que plusieurs mètres derrière le pont.
Le trafic longue distance et suburbain est séparé sur la route de Potsdam et un chemin de fer de banlieue distinct, la ligne du Wannsee, est construit pour le trafic local vers Wannsee en plus du chemin de fer principal. Cependant, la place ne permet pas une plate-forme à la même hauteur pour le ligne de Wannsee. Au lieu de cela, lorsque le chemin de fer de banlieue ouvre le 1er octobre 1891, la gare de Großgörschenstrasse est construite, elle s'étend au sud de la rue du même nom, mais se trouve encore à plusieurs centaines de mètres au nord de la gare de Schöneberg. Afin de permettre une connexion de transfert, les deux gares sont connectées l'une à l'autre via un parcours de 300 m. La ligne traverse deux ponts, un tunnel et en partie entre les voies et est surnommée "Hammelgang". Elle disparaît à la fin des années 1930 après l'ouverture du tunnel nord-sud.
Le 1er décembre 1932, la gare a le nouveau nom de Kolonnenstrasse. Le nom de Schöneberg est donné au nouvel échangeur entre Wannsee et le Ringbahn sur la Mühlenstrasse.
Les premiers dégâts causés par les bombes aériennes ont lieu en novembre 1943. Cependant, après la réparation provisoire des voies dans la zone, l'opération peut être poursuivie dans un premier temps. Mais au 1er octobre 1944 au plus tard, les dommages à la gare et à l'itinéraire sont si graves que les trains circulent sur le Ringbahn au lieu de la Südringspitzkehre, cela dure jusqu'en 1961 et revient à partir de 2006.
Après le rachat du S-Bahn à Berlin-Ouest par la Berliner Verkehrsbetriebe le 9 janvier 1984, on envisage de diriger les itinéraires de banlieue d'Anhalt depuis la gare de Papestraße via le Südring et la Südringspitzkehre dans le tronçon de la gare de Potsdam, et pour se connecter avec une gare de transfert dans l'opération directionnelle au Julius-Leber-Brücke. La nouvelle gare de la Kolonnenstrasse doit être construite plus à l'ouest que l'ancienne. La liberté de construction acquise grâce à la destruction de la guerre permet de pousser la nouvelle station plus au sud, créant ainsi un accès aux quais des deux côtés du pont.
En 1987, un projet par le bureau de Berlin Maedebach est présenté. Le projet de construction de la nouvelle gare est estimé à environ neuf millions d'euros. Au cours des mois suivants, cependant, le modèle est de plus en plus simplifié et le début de la construction est reporté. La chute du mur de Berlin, le 9 novembre 1989, entraîne de nouvelles exigences. Néanmoins, le plan de la nouvelle gare est poursuivi, cette fois comme une ligne diagonale de l'anneau sud-est au nord-ouest, soit avec la reconstruction de la Siemensbahn à Gartenfeld ou même à Spandau Wasserstadt, ou à l'aéroport de Tegel.
Fin 2004, la Chancellerie du Sénat suppose que la construction commencerait en 2006 et s'achèverait en 2007, avec des coûts estimés à environ 6,32 millions d'euros. En mai 2006, l'accord de financement entre la Deutsche Bahn et Berlin est signé.
Lors de la planification de la nouvelle gare, la reconstruction de la ligne principale via Düppel jusqu'à Potsdam et la réalisation de la ligne S21 sont prises en compte. Il y a de l'espace à côté de la plate-forme ouest pour deux voies régionales de la ligne principale, la plate-forme est au nord (Yorckstraße) peut être prolongée par un deuxième bord pour la ligne S21 en direction du nord jusqu'à une plate-forme centrale.
La construction commence le 16 novembre 2006. En juillet 2007, les vestiges de l'ancienne gare de Kolonnenstrasse sont démolis, des voies d'accès pour les véhicules de construction sont construites des deux côtés de la voie. Le pont piétonnier construit du côté nord après la guerre est démoli. En janvier 2008, les travaux de construction commencent pour créer les fondations de la plateforme et les structures d'accès. Les plates-formes latérales sont construites en tant que structure préfabriquée fin mars.
Le nouveau bâtiment est très simple. On construit deux plates-formes latérales, des escaliers des deux côtés du Julius-Leber-Brücke et deux ascenseurs pour un accès sans obstacle. Le 2 mai 2008, la nouvelle gare est renommée Julius-Leber-Brücke.
Deux semaines après son ouverture dans la nuit du 16 mai 2008, la gare est gravement endommagée par le vandalisme. Les murs sont également recouverts de slogans politiques.

## Service des voyageurs

### Intermodalité
La gare a des correspondances avec des lignes d'omnibus de la Berliner Verkehrsbetriebe.